# Detlev Schwennicke
Detlev Schwennicke (* 31. Januar 1930 in Guben; † 24. Dezember 2012 in Berlin) war ein evangelischer Geistlicher und Genealoge. Er ist der letzte Herausgeber der Europäischen Stammtafeln.

## Leben
Schwennicke verbrachte seine Kindheit und Jugend in Brandenburg und Ostpreußen. Sein Theologiestudium absolvierte er in Mainz, Göttingen und Bonn. Sein Vikariat durchlief er in seiner Heimat Brandenburg.
1958 gelangte er zur Pfälzischen Landeskirche, wo er in Grünstadt für 12 Jahre eine Pfarrstelle innehatte. 1970 wechselte er zur Rheinischen Kirche und war Pfarrer in Düsseldorf und Wetzlar, ehe er 1992 emeritierte. Professor Michael Welker gilt als sein wohl prominentester Schüler.
1978 gab Schwennicke aus dem Nachlass von Frank Baron Freytag von Loringhoven (1910–1977) den Band V der „Europäische Stammtafeln. Stammtafeln zur Geschichte der europäischen Staaten“ heraus. Danach wurde das Werk von ihm als drittem Betreuer auf neue Füße gestellt. Es hieß nun: „Europäische Stammtafeln. Stammtafeln zur Geschichte der europäischen Staaten. Begründet von Wilhelm Karl Prinz zu Isenburg, fortgeführt von Frank Baron Freytag von Loringhoven. Neue Folge. Herausgegeben von Detlev Schwennicke.“ Die Reihe wurde unter seiner Ägide von 1980 bis 2011 veröffentlicht, Band XXIX erschien postum 2013.

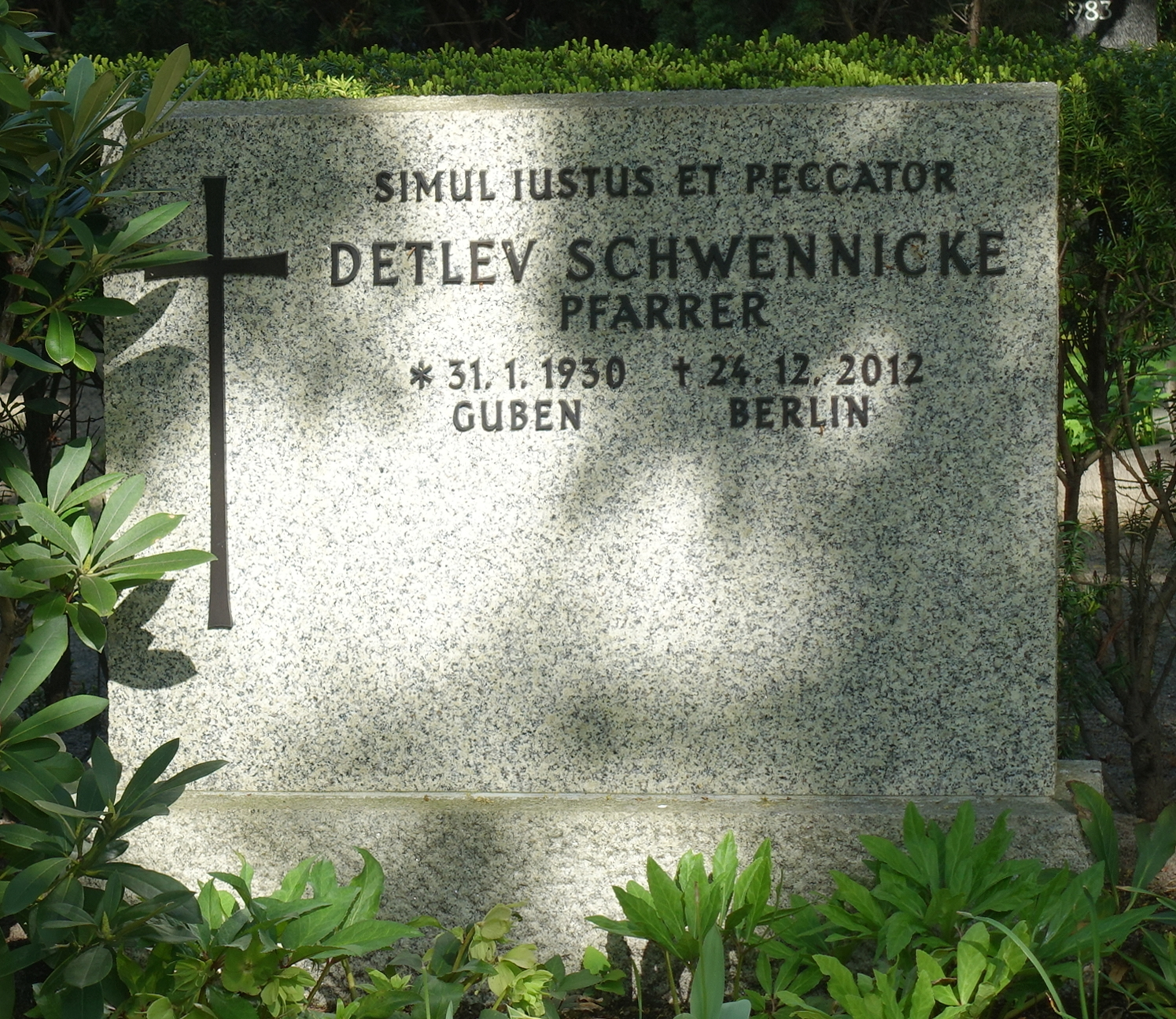
Grab

Seit 2008 lebte er mit seiner Frau in Berlin. Das Ehepaar hat vier Kinder und acht Enkel. Beerdigt ist er auf dem Friedhof Grunewald.